# پیتر بلکمور
پیتر بلکمور (انگلیسی: Peter Blackmore؛ ۱۹ مارس ۱۹۰۹ – ۱۶ سپتامبر ۱۹۸۴) نویسنده اهل بریتانیا بود.
از فیلم‌هایی که وی در آن‌ها نقش داشته‌است، می‌توان به میراندا، شیشه پاک‌کن، تنها شانس من، یک راسو برای خانم و مردان باهوش اشاره نمود.